# Агаев, Миршахин Мирдилавар оглы
Миршахин Мирдилавар оглы Агаев (азерб. Mirşahin Mirdilavər oğlu Ağayev; род. 12 ноября 1963, Перимбел, Ярдымлинский район) — советский и азербайджанский журналист и телеведущий, вице-президент группы компаний ANS, генеральный директор телеканала Real TV (2018-н. в.). Заслуженный журналист Азербайджана, кавалер нескольких орденов и медалей.

## Биография
Родился 12 ноября 1963 года в Перимбели. В 1986 году окончил факультет журналистики Бакинского государственного университета. 
В 1986 году был принят на работу в газету «Азербайджан», где проработал до 1991 года. В 1991 году решил создать первое в Азербайджане независимое телевидение и основал телеканал ANS TV вместе с братьями Вахидом и Сейфулла Мустафаевыми. После запуска телеканала, переехал в Нагорный Карабах, где стал военным репортёром и освещал события Карабахской войны. 
В 1992 году после возвращения в Баку, основал холдинг ANS и возглавил его в качестве главного редактора. Данную должность он занимал вплоть до 2005 года. С 2005 до 2016 года занимал должность вице-президента холдинга. 
С 1994 по 2016 год также возглавлял радиостанцию ANS FM, входившую в группу компаний «ANS». 
Вёл ряд телепередач на телеканале ANS TV.
В середине 2016 года телеканал ANS TV и одноимённый холдинг были упразднены.
В 2017 году зарегистрировал новый телеканал Real TV и 5 марта 2018 года запустил его. Со дня его основания является генеральным директором телеканала, а также его одноимённого холдинга. 
За заслуги перед Азербайджаном был удостоен семи наград и медалей. 
Является телеведущим на телеканале Real TV. Ведёт информационно-аналитическую телепередачу «Время Мир Шахина».

## Телевидение
- «Mir Şahinin vaxtı» («Время Мир Шахина») (с 2018, телепрограмма, автор и ведущий)

## Фильмография
- «Странные люди, приносящие плохие новости» (1993, военный документальный фильм)
- «Конопля» (1995, короткометражный документальный фильм)
- «Мужчина из полов человека» (1998, короткометражный документальный фильм)
- «Геноцид армян. Слово турка» (2001, документальный фильм)
- «80 километров под землёй» (2002, документальный фильм)
- «Предатели» (2020, документальный фильм)[3]